# 鞍部氏
鞍部氏（くらつくりうじ）は、日本の渡来系氏族。司馬氏、鞍作氏とも。

## 渡来時期
鞍部氏ないし司馬氏の渡来時期については、応神・仁徳朝、雄略朝、継体朝、崇峻朝の四時期の史料があり、仁徳朝は、平子鐸嶺、西田長男、町田甲一、滝田寿陽、小林剛（奈良文化財研究所）が支持している。雄略朝は、境野哲、堀一郎が支持している

## 出自
祖の司馬達等は日本に仏教が公に伝わる（仏教公伝）以前から仏教を信仰していた渡来人である。ただし鞍部氏が司馬達等に血縁関係で繋がるかについては疑義がある。